# Roberts Osis
Roberts Osis (ur. 18 września 1900 w Rydze, zm. 9 kwietnia 1973 w Wielkiej Brytanii) – łotewski wojskowy i polityk, w 1945 roku przez krótki okres szef zależnego od Niemiec rządu łotewskiego.

## Życiorys
W dwudziestoleciu międzywojennym był adiutantem ministra wojny Republiki Łotewskiej Krišjānisa Berķisa. Studiował historię na Uniwersytecie Łotwy w Rydze, magisterium uzyskał w 1944 roku.
Po wejściu na Łotwę wojsk niemieckich w 1941 roku zorganizował pierwszy batalion policyjny, którego został w 1943 roku komendantem.
Od września 1944 do marca 1945 roku dowodził łotewskim legionem SS. Na krótko przed końcem II wojny światowej w maju 1945 roku opuścił Kurlandię, udając się do Niemiec, gdzie działał w Łotewskiej Radzie Centralnej („Latvijas Centrālā Padome”) i Łotewskim Komitecie Narodowym („Latvijas Nacionālā Komiteja”). W latach pięćdziesiątych wyjechał do Wielkiej Brytanii, gdzie zamieszkał i zmarł.